# Félix Suárez
Félix Suárez Colomo (* 6. Dezember 1950 in Cistérniga; † 3. September 2020 in Valladolid) war ein spanischer Radrennfahrer und nationaler Meister im Radsport.

## Sportliche Laufbahn
Suárez war Teilnehmer der Olympischen Sommerspiele 1972 in München, er startete im Bahnradsport. Im Sprint schied er in der Vorrunde aus.
Von 1971 bis 1974 gewann er die nationale Meisterschaft im Sprint. Er wechselte zum Straßenradsport und wurde 1974 Zweiter in der spanischen Straßenmeisterschaft. 1975 gewann er bei den Mittelmeerspielen die Silbermedaille im Mannschaftszeitfahren. 1975 bestritt er die Internationale Friedensfahrt und belegte den 20. Rang der Gesamtwertung.  
Von 1976 bis war Suárez als Berufsfahrer aktiv. Er begann seine Profikarriere im Radsportteam Super-Ser. 1976 konnte er das Eintagesrennen Trofeo Masferrer vor Josef Fuchs für sich entscheiden. 1977 gewann er jeweils eine Etappe der Vuelta a Levante und der Vuelta a Aragón. 1978 beendete er seine Laufbahn nach einem schweren Sturz.